# Warren-Nationalpark

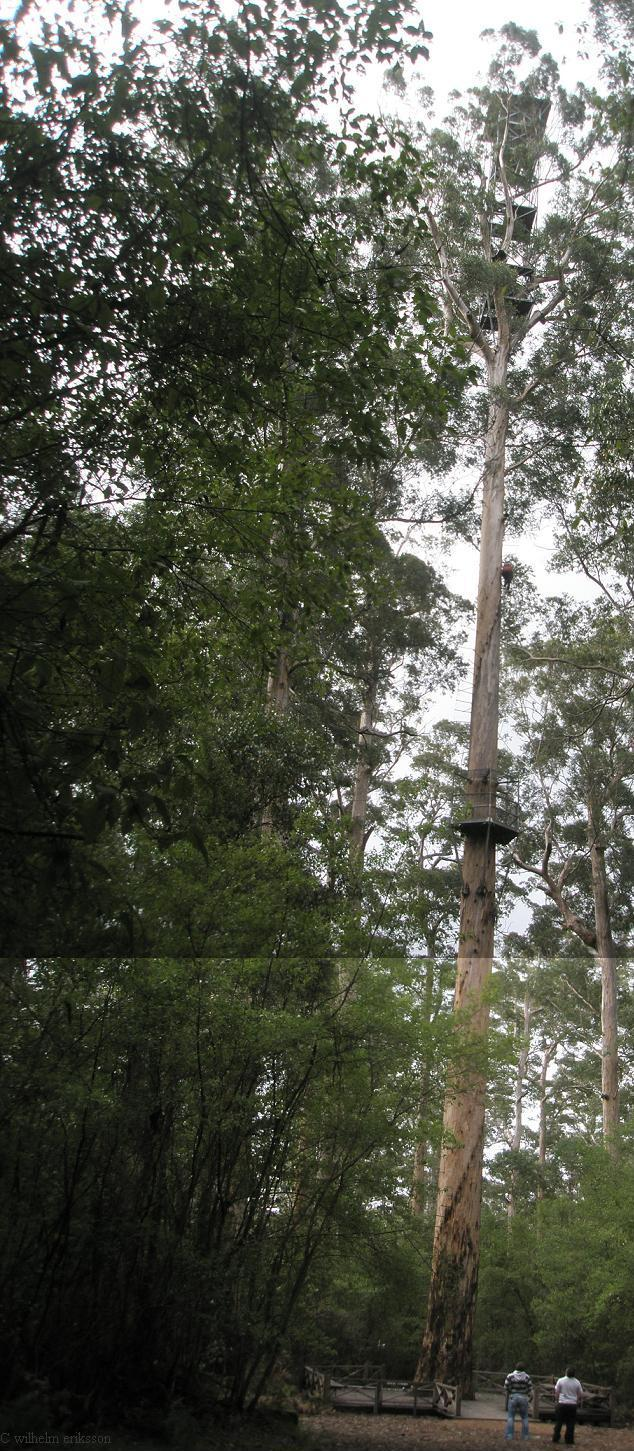
Dave Evans Bicentennial Tree

Der Warren-Nationalpark (englisch Warren National Park) ist ein 31 km² großer Nationalpark im Südwesten von Western Australia, Australien.

## Lage
Der Park liegt etwa 300 Kilometer südlich von Perth, in der Nähe des South Western Highway zwischen Bunbury und Albany auf der Höhe von Pemberton. Nur wenige Kilometer südlich befindet sich der deutlich größere D’Entrecasteaux-Nationalpark.

## Park
Der Warren River fließt durch den Park und bildet mit den alten Karri-Wäldern (Eucalyptus diversicolor) – einige Bäume dort erreichen eine Höhe von bis zu 89 Metern – die Hauptattraktionen des Parks. Der Dave Evans Bicentennial Tree wurde, ähnlich wie der Gloucester Tree oder der Diamond Tree, als hölzerne Aussichtsplattform benutzt, um in der Trockenzeit Waldbrände zu entdecken. Heute ist der Baum der Öffentlichkeit zugänglich und kann bestiegen werden.